# Land Motorsport
Land Motorsport ist ein deutsches Motorsportteam von Wolfgang Land.
1995 gründete Wolfgang Land mit seinem Sohn Jochen sein eigenes Rennteam. Jochen startete zunächst in der Formel BMW ADAC Junior-Meisterschaft und belegte im ersten Jahr den vierten Meisterschaftsrang. 1996 folgten seine ersten Siege. 1997 fuhr er mit seinem Team in der Formel BMW ADAC-Meisterschaft. 1998 zog sich das Team von der Formel BMW zurück und Jochen Land startete nun im Porsche Carrera Cup. Dort wurde er gleich im ersten Jahr Achter in der Gesamtwertung.
1999 fuhr Bernd Mayländer für das Team und holte den vierten Platz in der Gesamtwertung des Porsche Carrera Cup. 2000 gelangen den Fahrern Erik Schwarz, Heinz-Bert Wolters und Jochen Land allerdings keine Spitzenplatzierungen. 2001 starteten Jochen Land, Heinz-Bert Wolters und Tim Bergmeister für das Team. Tim Bergmeister bestritt 2002 eine volle Saison für Land Motorsport. 2003 saßen Christian Land und Roland Asch am Steuer. Asch wurde beim letzten Lauf auf dem Hockenheimring Zweiter und beendete anschließend seine Karriere. 
Nebenbei nahm Land Motorsport auch am 24-Stunden-Rennen von Spa-Francorchamps teil und erreichte 2001 und 2003 einen Klassensieg.
2004 startete Land Motorsport die Zusammenarbeit mit Bilstein zur Entwicklung von Motorsport-Dämpfern. Das Team setzte Porsche 996 GT3-RSR in der BFGoodrich Langstreckenmeisterschaft ein und wurde schnell zu einem der stärksten Teams im Teilnehmerfeld. Bereits im fünften Rennen gelang der erste Sieg. 2007 war Land Motorsport beim 24-Stunden-Rennen auf dem Nürburgring dem Sieg so nahe wie nie. Allerdings kollidierte Marc Basseng wenige Stunden vor Schluss mit dem führenden Manthey-Porsche und verlor etwa 18 Minuten durch Reparaturarbeiten. Am Ende schaffte das Team um Marc Basseng, Marc Hennerici, Dirk Adorf und Frank Stippler auf Platz drei hinter dem Manthey-Porsche und der Zakspeed-Viper immer noch eine Podiumsplatzierung. 2008 wurde der neue Porsche 997 GT3-RSR eingesetzt. Nach fünf Jahren Zusammenarbeit beendete Bilstein Anfang 2009 das Projekt. Insgesamt siegte der Bilstein-Porsche bei 19 Läufen der Langstreckenmeisterschaft. Der letzte Einsatz war beim 24-Stunden-Rennen von Dubai, welches der Bilstein-Porsche allerdings nicht beenden konnte. Jedoch gelang dem zweiten Land-Porsche der Sieg.
Beim 24-Stunden-Rennen auf dem Nürburgring gelang 2017 der erste Gesamtsieg mit dem Team Markus Winkelhock, Christopher Mies, Kelvin van der Linde und Connor De Phillippi mit dem Audi R8 LMS GT3 sowie ein Klassensieg der GTD-Klasse beim Petit Le Mans in Road Atlanta. 